# Human Action
 Der er for få eller ingen kildehenvisninger i denne artikel, hvilket er et problem. Du kan hjælpe ved at angive troværdige kilder til de påstande, som fremføres i artiklen.

Human Action: A Treatise on Economics betragtes som den østrigske økonom Ludwig von Mises’ hovedværk. I det præsenterer han det laissez-fair kapitalistiske system som et udslag af praxeologien, eller den rationelle analyse af menneskelige handlinger, og viser dermed, hvordan Den østrigske skoles økonomiske teori er funderet.
Mises pointe er, at hele det økonomiske system ikke fungerer som et udslag af statslig kontrol eller styring, men derimod alene som et resultat af almindelige menneskelige handlinger. For Mises er menneskelige handlinger og valg, samarbejde, konkurrence og handel grundlaget for det komplekse marked og han forklarer med udgangspunkt heri, blandt andet hvordan priser dannes, løn fastsættes, renter falder og stiger og hvorfor økonomien oplever konjunkturcyklusser. Fordi Mises fokuserer på årsagen til at økonomiske fænomener opstår, afviser han af samme årsag brugen af positivistiske argumenter indenfor økonomien.
Ifølge Mises, var det den økonomiske ulighed mellem mennesker, som var hovedårsagen til, at et samfund kunne hænge sammen:
The liberal champions of equality under the law were fully aware of the fact that men are born unequal and that it is precisely their inequality that generates social cooperation and civilization. Equality under the law was in their opinion not designed to correct the inexorable facts of the universe and to make natural inequality disappear. It was, on the contrary, the device to secure for the whole of mankind the maximum of benefits it can derive from it.... Equality under the law is in their eyes good because it best serves the interests of all. It leaves it to the voters to decide who should hold public office and to the consumers to decide who should direct production activities.
Mises argumenterer for, at en fri markedsøkonomi ikke blot er mere effektivt end en blandings- eller planøkonomi, men at markedsøkonomien også er grundlaget for den menneskelige civilisation. I sit tidligere værk Socialisme, havde Mises bevist, at en hvilken som helst socialistisk økonomi altid ville være mindre efficient end en kapitalistisk.
Human Action blev udgivet på tysk i 1940 under titlen Nationalökonomie: Theorie Des Handelns und Wirthschaftens.

## Indhold
Part One: Human Action

I. Acting Man

II. The Epistemological Problems of the Sciences of Human Action

III. Economics and the Revolt Against Reason

IV. A First Analysis of the Category of Action

V. Time

VI. Uncertainty

VII. Action Within the World

Part Two: Actions Within the Framework of Society

VIII. Human Society

IX. The Role of Ideas

X. Exchange Within Society

Part Three: Economic Calculation

XI. Valuation Without Calculation

XII. The Sphere of Economic Calculation

XIII. Monetary Calculation as a Tool of Action

Part Four: Catallactics or Economics of the Market Society

XIV. The Scope and Method of Catallactics

XV. The Market

XVI. Prices

XVII. Indirect Exchange

XVIII. Action in the Passing of Time

XIX. The Rate of Interest

XX. Interest, Credit Expansion, and the Trade Cycle

XXI. Work and Wages

XXII. The Nonhuman Original Factors of Production

XXIII. The Data of the Market

XXIV. Harmony and Conflict of Interests

Part Five: Social Cooperation Without a Market

XXV. The Imaginary Construction of a Socialist Society

XXVI. The Impossibility of Economic Calculation Under Socialism

Part Six: The Hampered Market Economy

XXVII. The Government and the Market

XXVIII. Interference by Taxation

XXIX. Restriction of Production

XXX. Interference with the Structure of Prices

XXXI. Currency and Credit Manipulation

XXXII. Confiscation and Redistribution

XXXIII. Syndicalism and Corporativism

XXXIV. The Economics of War

XXXV. The Welfare Principle Versus the Market Principle

XXXVI. The Crisis of Interventionism

Part Seven: The Place of Economics in Society

XXXVII. The Nondescript Character of Economics

XXXVIII. The Place of Economics in Learning

XXXIX. Economics and the Essential Problems of Human Existence

## Eksterne links
- Frit tilgængelig udgave af Human Action af Ludwig von Mises (PDF 4. udgave)